# Pylaisiella frahmii
Pylaisiella frahmii är en bladmossart som beskrevs av William Russell Buck 1993. Pylaisiella frahmii ingår i släktet Pylaisiella och familjen Hypnaceae. Inga underarter finns listade i Catalogue of Life.